# Bettens
Bettens es una comuna de Suiza perteneciente al distrito de Gros-de-Vaud del cantón de Vaud.
En 2018 tenía una población de 592 habitantes.
Se conoce la existencia de la localidad desde 1141, cuando se menciona como "Betanis". En la Edad Media, el pueblo perteneció a la familia noble del mismo nombre, dependiendo del señorío de Cossonay. Hasta la reforma territorial de 2007, el pueblo pertenecía al distrito de Cossonay.
Se ubica cerca del río Talent, a medio camino entre Lausana e Yverdon-les-Bains sobre la carretera E23.